# Вектор (математика)

Вектор

Ве́ктор (от лат. vector — «перевозчик», «переносчик», «несущий») — в простейшем случае математический объект, характеризующийся величиной и направлением.
Например, в геометрии и в естественных науках вектор есть направленный отрезок прямой в евклидовом пространстве (или на плоскости).
Замечание. Правило сложения векторов накладывает ограничения на направленные величины, которые можно назвать векторами. Например, вращение вокруг оси на конечный угол можно представить направленным отрезком, который нельзя назвать вектором, потому что два таких вращения вокруг разных осей складываются не по правилу сложения векторов, а более сложным способом. Такой направленный отрезок является тензором. Напротив, бесконечно малые вращения являются векторами.
Поэтому вектор — величина, имеющая три характеристики:
- численное значение;
- направление;
- закон геометрического сложения.

Свободным вектором (или просто вектором) называется класс равных между собой по длине и направлению направленных отрезков (эквиполентных), исходящих из разных точек пространства. В математике и естественных науках рассматриваются также:
- связанный вектор (или приложенный вектор[8]), для которого задана конкретная начальная точка;
- скользящий вектор, для которого задана направленная прямая, вдоль которой он действует. Эта прямая называется линией приложения вектора, или линией действия вектора[8].

Примеры:
свободные векторы: направляющий вектор прямой, направление параллельного переноса;
связанные векторы: нормаль в точке поверхности, радиус-вектор орбиты планеты, вектор градиента, элементы разнообразных векторных полей;
скользящий вектор: сила, приложенная к твёрдому телу.
Если в пространстве задана система координат, то (свободный) вектор однозначно задаётся набором своих координат. Поэтому в математике, информатике и других науках упорядоченный набор чисел часто тоже называют вектором. В более общем смысле вектор в математике рассматривается как элемент некоторого векторного (линейного) пространства.
Является одним из основополагающих понятий линейной алгебры. При использовании наиболее общего определения векторами оказываются практически все изучаемые в линейной алгебре объекты, в том числе матрицы, тензоры, однако при наличии в окружающем контексте этих объектов под вектором понимаются соответственно вектор-строка или вектор-столбец, тензор первого ранга. Свойства операций над векторами изучаются в векторном исчислении.

## Обозначения
Вектор, представленный набором {\displaystyle n} элементов (компонент) {\displaystyle a_{1},a_{2},\ldots ,a_{n}}, обозначают следующими способами:
{\displaystyle \langle a_{1},a_{2},\ldots ,a_{n}\,\rangle ,\ \left(a_{1},a_{2},\ldots ,a_{n}\,\right),\{a_{1},a_{2},\ldots ,a_{n}\,\}}.
Для того чтобы подчеркнуть, что это вектор (а не скаляр), используют черту сверху, стрелочку сверху, жирный или готический шрифт:
{\displaystyle {\bar {a}},\ {\vec {a}},\mathbf {a} ,{\mathfrak {A}},\ {\mathfrak {a}}.}
Сложение векторов почти всегда обозначается знаком плюс:
{\displaystyle {\vec {a}}+{\vec {b}}}.
Умножение на число — просто написанием рядом, без специального знака, например:
{\displaystyle k{\vec {b}}},
причём число при этом обычно пишут слева.
Умножение вектора на матрицу также обозначают написанием рядом, без специального знака, но здесь перестановка сомножителей в общем случае влияет на результат. Действие линейного оператора на вектор также обозначается написанием оператора слева, без специального знака.
Стоит иметь в виду, что умножение вектора на матрицу требует написания компонент первого в виде строки, тогда как умножение матрицы на вектор требует написания последнего в виде столбца. Чтобы дополнительно подчеркнуть, что в операции вектор {\displaystyle {\vec {a}}} участвует как строка, пишут знак транспонирования: {\displaystyle {\vec {a}}^{T}}

## История
Интуитивно вектор понимается как объект, имеющий величину, направление и (необязательно) точку приложения. Зачатки векторного исчисления появились вместе с геометрической моделью комплексных чисел (Гаусс, 1831). Развитые операции с векторами опубликовал Гамильтон как часть своего кватернионного исчисления (вектор образовывали мнимые компоненты кватерниона). Гамильтон предложил сам термин вектор (лат. vector, несущий) и описал некоторые операции векторного анализа. Этот формализм использовал Максвелл в своих трудах по электромагнетизму, тем самым обратив внимание учёных на новое исчисление. Вскоре вышли «Элементы векторного анализа» Гиббса (1880-е годы), а затем Хевисайд (1903) придал векторному анализу современный вид.
Общепринятых обозначений вектора не существует, используются жирный шрифт, черта или стрелка над буквой, готический алфавит и др.

## В геометрии
В геометрии под векторами понимают направленные отрезки. Эту интерпретацию часто используют в компьютерной графике, строя карты освещения с помощью нормалей к поверхностям. Также с помощью векторов можно находить площади различных фигур, например, треугольников и параллелограммов, а также объёмы тел: тетраэдра и параллелепипеда. 

Иногда с вектором отождествляют направление.
Вектор в геометрии естественно сопоставляется переносу (параллельному переносу), что, очевидно, проясняет происхождение его названия (лат. vector, несущий). Действительно, любой направленный отрезок однозначно определяет собой какой-то параллельный перенос плоскости или пространства, и обратно, параллельный перенос однозначно определяет собой единственный направленный отрезок (однозначно — если считать равными все направленные отрезки одинакового направления и длины — то есть рассматривать их как свободные векторы).
Интерпретация вектора как переноса позволяет естественным и интуитивно очевидным способом ввести операцию сложения векторов — как композиции (последовательного применения) двух (или нескольких) переносов; то же касается и операции умножения вектора на число.

## В линейной алгебре
В линейной алгебре вектором называется элемент линейного пространства, что соответствует общему определению, приведённому ниже. Векторы могут иметь различную природу: направленные отрезки, матрицы, числа, функции и другие, однако все линейные пространства одной размерности изоморфны между собой. 

Данным понятием вектора чаще всего пользуются при решении систем линейных алгебраических уравнений, а также при работе с линейными операторами (пример линейного оператора — оператор поворота).
Часто это определение расширяют, определяя норму или скалярное произведение (возможно, и то, и другое вместе), после чего оперируют уже с нормированными и евклидовыми пространствами, со скалярным произведением связывают понятие угла между векторами, а с нормой — понятие длины вектора.
Многие математические объекты (например, матрицы, тензоры и т. д.), в том числе обладающие структурой более общей, чем конечный (а иногда даже и чем счётный) упорядоченный список, удовлетворяют аксиомам векторного пространства, то есть являются с точки зрения алгебры векторами.

## В функциональном анализе
В функциональном анализе рассматриваются функциональные пространства — бесконечномерные линейные пространства. Их элементами могут являться функции. На основании такого представления функции выстроена теория рядов Фурье. Аналогично с линейной алгеброй часто вводят норму, скалярное произведение или метрику на пространстве функций. На понятии функции как элемента гильбертова пространства основываются некоторые методы решения дифференциальных уравнений, например, метод конечных элементов.

## Общее определение
Наиболее общее определение вектора даётся средствами общей алгебры:
- Обозначим {\displaystyle {\mathfrak {F}}} (готическая F) некоторое поле с множеством элементов {\displaystyle F}, аддитивной операцией {\displaystyle +}, мультипликативной операцией {\displaystyle *} и соответствующими нейтральными элементами: аддитивной единицей {\displaystyle 0} и мультипликативной единицей {\displaystyle 1}.
- Обозначим {\displaystyle {\mathfrak {V}}} (готическая V) некоторую абелеву группу с множеством элементов {\displaystyle V}, аддитивной операцией {\displaystyle +} и, соответственно, с аддитивной единицей {\displaystyle \mathbf {0} }.

Иначе говоря, пусть {\displaystyle {\mathfrak {F}}=\langle F;+,*\rangle }  и {\displaystyle {\mathfrak {V}}=\langle V;+\rangle }.
Если существует операция {\displaystyle F\times V\to V}, такая что для любых {\displaystyle a,b\in F} и для любых {\displaystyle \mathbf {x} ,\mathbf {y} \in V} выполняются соотношения:
1. {\displaystyle (a+b)\times \mathbf {x} =a\times \mathbf {x} +b\times \mathbf {x} },
2. {\displaystyle a\times (\mathbf {x} +\mathbf {y} )=a\times \mathbf {x} +a\times \mathbf {y} },
3. {\displaystyle (a*b)\times \mathbf {x} =a\times (b\times \mathbf {x} )},
4. {\displaystyle 1\times \mathbf {x} =\mathbf {x} },

тогда
- {\displaystyle {\mathfrak {V}}} называется векторным пространством над полем {\displaystyle {\mathfrak {F}}} (или линейным пространством),
- элементы {\displaystyle V} называются векторами,
- элементы {\displaystyle F} — скалярами,
- указанная операция {\displaystyle F\times V\to V} — умножением вектора на скаляр.

Многие результаты линейной алгебры обобщены до унитарных модулей над некоммутативными телами и даже произвольных модулей над кольцами; таким образом, в наиболее общем случае в некоторых контекстах вектором может быть назван любой элемент модуля над кольцом.

## Физическая интерпретация
Вектор как структура, имеющая одновременно величину (модуль) и направление, рассматривается в физике как математическая модель скорости, силы и связанных с ними величин, кинематических или динамических. Математической моделью многих физических полей (например, электромагнитного поля или поля скорости жидкости) являются векторные поля.
Абстрактные многомерные и бесконечномерные (в духе функционального анализа) векторные пространства используются в лагранжевом и гамильтоновом формализме применительно к механическим и другим динамическим системам, а также в квантовой механике (см. Вектор состояния).

## Вектор как последовательность
Вектор — (последовательность, кортеж) однородных элементов. Это наиболее общее определение в том смысле, что может быть не задано обычных векторных операций вообще, их может быть меньше, или они могут не удовлетворять обычным аксиомам линейного пространства. Именно в таком виде вектор понимается в программировании, где, как правило, обозначается именем-идентификатором с квадратными скобками (например, object[]). Перечень свойств моделирует принятое в теории систем определение класса и состояния объекта. Так типы элементов вектора определяют класс объекта, а значения элементов — его состояние. Впрочем, вероятно, это употребление термина уже выходит за рамки обычно принятого в алгебре, да и в математике вообще.
Арифметическим вектором называется упорядоченная совокупность n чисел. Обозначается {\displaystyle {\overline {x}}=(x_{1},x_{2},\ldots ,x_{n})}, числа {\displaystyle x_{1},x_{2},\ldots ,x_{n}} называются компонентами арифметического вектора. Множество арифметических векторов, для которых определены операции сложения и умножения на число, называется пространством арифметических векторов {\displaystyle R^{n}}.